# Liste des maires de Thiers
Cet article présente la liste des maires de la ville de Thiers dans le Puy-de-Dôme, en France.

## Période révolutionnaire
En 1791, le maire de Thiers est M. Rudel.
En 1795, le maire de Thiers est M. Vimas- Lajarrige.

## Premier Empire et Restauration
- 1803-1820 : Barthélémy Darrot-Dulac, propriétaire négociant (1751-1835)

## Monarchie de Juillet
- traces entre 1833 et 1838 : M. Claude-Bénigne Darrot-Farjon (1789-1838), propriétaire, conseiller d'arrondissement du canton de Thiers.
- Jean-Baptiste Darrot-Andrieu, Maire de Thiers de 1839 à 1848. Conseiller d'arrondissement aux élections du 25 novembre 1833, réélu en 1836 sur le canton de Thiers. Conseiller général du canton de Thiers de 1845 à 1848. Député du Puy-de-Dôme du 20 février 1847 au 24 février 1848

## Deuxième République

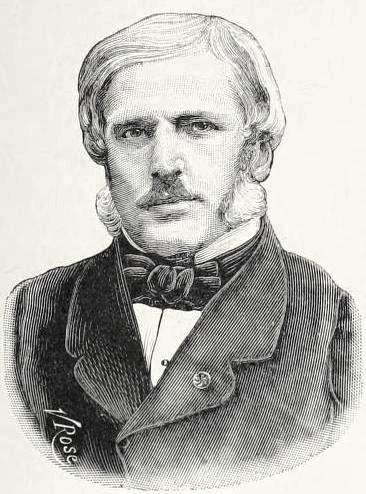
Alexandre Chassaigne-Goyon

- Jean Garmy[Quand ?], propriétaire vigneron à Nadal, né à Thiers le 27 janvier 1806, époux de Benoîte-Marie Mondanel.
- 1848-1851 : Alexandre Chassaigne-Goyon (1814-1903). Conservateur, bonapartiste. Né à Thiers, il fait des études classiques à Clermont-Ferrand puis étudie le droit à Paris et devient avocat en 1834. Il devient maire de Thiers en février 1848 puis conseiller général. Élu député du Puy-de-Dôme l'année suivante, il siège dans les rangs conservateurs et appuie la politique de Louis-Napoléon Bonaparte. Il montre des réticences contre le Coup d'État mais se rallie très vite à l'Empire. Il est par la suite préfet de la Marne de 1852 à 1864 puis revient au Conseil d'État jusqu'à sa retraite en 1873[1]. Commandeur de la Légion d'honneur en 1873, il meurt dans son château de La Gagère (commune de Saint-Jean-d'Heurs) en 1903.
Il est le père de Paul Chassaigne-Goyon.
De son action pour la région thiernoise, on retiendra sa contribution à la loi de 1857 sur la protection des marques de fabrique essentielle pour l'industrie locale et l'ouverture de la ligne de chemin de fer Clermont-Thiers-Montbrison[2].

## Second Empire
- En 1856 et 1857 : on retrouve la trace de monsieur Grangeon : limites du mandat à préciser.
- De 1860 à 1862 : on retrouve la trace de monsieur Dufraisse : limites du mandat à préciser.
- En 1864 : on trouve la trace de monsieur Dumas : limites du mandat à préciser.
- En 1867 : on trouve la trace de monsieur Carmantrand de la Rousilhe : limites du mandat à préciser.
- En 1870, on trouve la trace de monsieur Samajut-Barricand : limites du mandat à préciser.
- En 1870, on trouve la trace de monsieur Marilhat : limites du mandat à préciser.

## Troisième République
- Entre 1871 et 1874 / on trouve la trace de monsieur Cerisier : limites du mandat à préciser.
- En 1875 et 1876 : on trouve la trace de monsieur  Samajut-Barricand.
- 31 mars 1878-1er mars 1883 : Étienne Guillemin-Bétant. Radical. Il aura passé trente deux ans à la tête de la ville. Élu une première fois le 31 mars 1878, il démissionne avec son conseil municipal le 1er mars 1883 à la suite du refus de l'État d'accorder une subvention pour la construction du nouveau collège Audembron.
- 2 mars 1883-28 avril 1883 : Ballande-Fougedoire (1814-1891). Papetier et poète « officiel » de Thiers dans la deuxième moitié du XIXe siècle. Il assure un court intérim avant d'être contraint à la démission par une campagne de lettres anonymes[3].
- 29 avril 1883-2 juillet 1900 : Étienne Guillemin-Bétant. Il retrouve son fauteuil de maire moins de deux mois après sa démission et gardera sa fonction jusqu'au 2 juillet 1900. Ses mandats sont marqués par l'ouverture de plusieurs écoles dans les faubourgs de la ville ainsi que la tenue, en 1884 d'une grande exposition pour laquelle on aménage le square des Grammonts (Square de Verdun) et le kiosque à musique de la place aux arbres (place Duchasseint)[3].
- mai 1900-mai 1904 : Antoine Duvert.
- mai 1904-mai 1908 : Jean-Jacques Cotillon-Martin (1867-1942). « Socialiste indépendant ». Distillateur, il crée le Combestin, « apéritif anticlérical ». Il fonde en 1901 un journal destiné à sa promotion dans lequel il se présente comme le « meilleur des socialistes ». Il sera cependant très vite en lutte avec les socialistes « orthodoxes » qui ne voient en lui qu'un opportuniste ce qui ne l'empêchera pas d'accéder à la fonction de maire en 1904[4]. Sa réélection du 8 mai 1908 est invalidée pour vice de forme et il est battu en novembre par Étienne Guillemin.
- 2 août 1909-30 novembre 1919 : Étienne Guillemin-Bétant. Le 2 août 1909, il revient aux affaires avec l'appui des socialistes après leur rupture avec Cotillon et restera maire de Thiers jusqu'au 30 novembre 1919. Il se présente sans succès aux législatives de 1911 qui voient le triomphe de Joseph Claussat.
- novembre 1919-mai 1925 : Clouvel-Rerolle (1858-1955). Coutelier.
- mai 1925-mai 1935 : Jean-Jacques Cotillon-Martin. Il occupe de nouveau la fonction de maire entre 1925 et 1935, pour un mandat marqué notamment par l'ouverture de l'École nationale professionnelle. Après un échec sévère en 1911, il se présente à nouveau aux législatives en 1928 mais est devancé de peu par Ernest Laroche, le maire socialiste de Puy-Guillaume. Battu par la gauche aux municipales de 1935, il devient le chef de l'opposition à Antonin Chastel. Il aurait espéré revenir aux affaires dans la délégation spéciale nommée par le régime de Vichy en novembre 1940.
- mai 1935-4 novembre 1940 : Antonin Chastel (1886-1952). SFIO. Socialiste. Suspendu par le régime de Vichy le 4 novembre 1940.

## Occupation et Libération
- 4 novembre 1940-25 août 1944 : Lieutenant-colonel Lucien Brasset (1882-1972) Militaire de carrière formé à Saint-Cyr, ce natif de Thiers prend sa retraite en 1932 et ouvre une école de perfectionnement pour officiers. Il est fait commandeur de la Légion d'honneur en 1937. Il reprend du service en 1939 et se distingue dans le contexte de débâcle en repoussant une division italienne au fort de Briançon[5]. Président de la délégation spéciale nommé par Vichy[6] puis nommé maire par arrêté ministériel le 25 mai 1941, il garde cette fonction jusqu'à la libération. Dans ses fonctions de maire, il servira la politique du régime de Vichy fidèlement[7] mais sans excès de zèle[8]. La visite du Maréchal le 1er mai 1942 sera la manifestation la plus marquante du pétainisme à Thiers. Lors des combats du 25 août 1944 pour la libération de Thiers, Brasset sera, avec le sous-préfet Villaret, l'intermédiaire entre les FFI et les troupes allemandes. Mis aux arrêts pendant quelques jours, il bénéficiera des témoignages d'Antonin Chastel, de Jean-Jacques Caburol et d'autres figures de la résistance locale. Il ne sera plus inquiété par la suite et pourra finir ses jours à Thiers.
- 10 septembre 1944-avril 1945 : Antonin Chastel. SFIO. Un nouveau conseil municipal est installé par les responsables de la Libération.

## Quatrième et Cinquième Républiques
- avril 1945-février 1952 : Antonin Chastel. SFIO. Décédé en cours de mandat. Le parc des sports principal de la ville porte son nom (Parc des sports chastel)[9].
- février 1952-mars 1971 : Fernand Sauzedde (1908-1985). SFIO. Député de 1962 à 1978. Conseiller général de 1952 à 1973. La maison des sports dans le bas de la ville porte son nom[10].
- mars 1971-mars 1977 : René Barnérias (1928-2011). UDF. Député de 1978 à 1981. Conseiller général de 1973 à 1979. Il est à l'origine de l'ouverture de la piscine municipale en 1973 qui a pris son nom (piscine René Barnérias)[11]. Maire de la ville à l'époque du tournage de L'Argent de poche de François Truffaut, il tient un petit rôle dans le film. Il interprète Monsieur Desmouceaux, le père handicapé de Patrick. Il décède en 2011 à Chausseterre dans le département de la Loire à son domicile où les pompiers étaient intervenus pour éteindre un incendie[12].
- mars 1977-mars 2001 : Maurice Adevah-Pœuf (1943-2021). PS. Député de 1981 à 1993 et de 1997 à 2002. Conseiller général de 1979 à 1992. Il est la personne qui sera resté le plus longtemps au titre de maire de Thiers (24 ans). Ses actions porterons surtout sur le développement touristique et sportif de la ville. Durant les quatre mandats, il créa la maison des sports, le musée de la coutellerie, le creux de l'enfer, le nouveau Centre hospitalier de Thiers au Fau, la vallée des Rouets, la zone industrielle du Felet, le complexe Espace et accueillera à Thiers en 1985 le Symposium national de sculpture monumentale métallique[13]. Il réaménagea en grande partie la ville-basse comme la Route nationale 89 entre le magasin Carrefour Thiers et E.Leclerc de Thiers. Il a été aussi été à l'initiative de la création du Parc naturel régional Livradois-Forez[14]. Le projet phare du conseil municipal est bien la construction de la grande Base de loisirs d'Iloa Les Rives de Thiers proche de Courty qui comprend plusieurs courts de tennis (intérieurs et extérieurs), des circuits de modélisme, un stade, un camping, un restaurant, un cynodrome, un minigolf ou encore la plus grande piscine d'Auvergne (piscine d'Iloa)[15]. Il remportera à plusieurs reprises les élections municipales de Thiers face à Jean Déglon, le père de Thierry Déglon.
- mars 2001 - mars 2014 : Thierry Déglon (° 1954). Sans étiquette. Il dirige la société Déglon, fondée à Thiers en 1921 par son grand-père Jean Déglon, originaire de Suisse. La production de l'entreprise de coutellerie est destinée aux professionnels des métiers de bouche. Ancien adjoint à l'économie du maire socialiste Maurice Adevah-Pœuf, en rupture avec celui-ci, Thierry Déglon se présente en 2001 à la tête d'une liste sans étiquette. Sa liste arrive en seconde position de la triangulaire, derrière l'union de la gauche mais devant la liste de droite. Après le retrait de cette dernière, il remporte le second tour. L'échec relatif du nouveau maire aux cantonales de 2004 semble lui promettre une réélection difficile. Cependant, en 2008, il bénéficie de l'absence de liste à droite et remporte les municipales au premier tour face à la gauche conduite par la conseillère générale Annie Chevaldonné. Son action s'est portée plus particulièrement sur le renouvellement urbain (avec l'ANRU) ainsi que sur la promotion du sport et la rénovation des équipements sportifs. Son deuxième mandat a vu la création de la Maison de l'Aventure Industrielle (Usine du may), la fermeture de la piscine d'Iloa ainsi que d'un pôle des services publics dans l'ancien collège Audembron.
- mars 2014 - juin 2020 : Claude Nowotny (° 22 novembre 1957). PCF. Ingénieur de la fonction publique, chargé du développement culturel du Parc naturel régional Livradois-Forez, président de l'office de tourisme de Thiers. Suppléant du député André Chassaigne de 2002 à 2012. Son action porte particulièrement attention aux finances de la ville ainsi que son endettement, au renouvellement urbain (habitat et commerce) et à l'entretien de la commune[16].
- juin 2020 - : Stéphane Rodier (° 1974). Responsable recherche et développement dans une usine de coutellerie de la montagne thiernoise.